# Accursia
Accursia de Accorsia (1230–1281) foi alegadamente uma jurista italiana de Bolonha, cuja existência é debatida.
Considerada filha do proeminente advogado bolonhês Acúrsio, Accursia teria ensinado direito no studium de Bolonha, tornando-se um modelo de mulher culta, capaz de exercer as atividades reservadas aos homens. Diz-se também que ela escreveu um tratado sobre "se uma mulher deve ser tomada por um homem educado e, em caso afirmativo, que tipo de homem?"
As dúvidas sobre a existência da Accursia surgiram no século XVIII, quando o padre camaldulense e historiador Mauro Sarti, da Universidade de Bolonha, não encontrou nenhuma menção a ela nos antigos documentos do studium. A menção mais antiga de Acúrsio encontra-se num documento do jurista Alberico de Rosate, que escreveu "Ouvi dizer que Acúrsio tinha uma filha, que na verdade estudou em Bolonha", que não é assertiva quanto à existência dela.
Embora haja alguma dúvida sobre a existência de uma advogada chamada Accursia, existem mulheres juristas da era medieval mais bem documentadas, como Bettisia Gozzadini, o que dá mais credibilidade a possibilidade de outras juristas atuando na Bolonha do século XIII.
Entre os defensores de sua existência esteve também Alessandro Macchiavelli, que atuou para impor a versão das doutas bolonhesas laureadas na Alma Mater em tempos antigos, até mesmo através da produção de falsos históricos. Entre os céticos destaca-se Girolamo Tiraboschi, que retoma o Sarti e revela as falsificações de Macchiavelli.